# Slowgold
Slowgold, pseudonimo di Amanda Daniela Scholtbach Werne (Göteborg, 8 gennaio 1989), è una cantante svedese.

## Carriera
Slowgold ha iniziato a realizzare musica nel 2012 insieme al bassista Johannes Mattsson e al batterista Erik Berntsson, che sono diventati i suoi musicisti fissi. Nel 2015 ha pubblicato gli album Stjärnfall e Glömska, che ha promosso attraverso una tournée che ha coperto Svezia e Norvegia.
Il suo quarto album Drömmar, uscito nel 2017, è stato il suo primo ingresso nella classifica svedese, dove ha raggiunto la 31ª posizione. È stato battuto l'anno successivo da Mörkare, che ha conquistato il 12º posto, mentre Aska si è fermato alla 21ª posizione nel 2020.
Nel 2019 la cantante ha vinto un premio Grammis, il principale riconoscimento musicale svedese, nella categoria Cantautore dell'anno.

## Discografia

### Album in studio
- 2012 – Slowgold
- 2015 – Stjärnfall
- 2015 – Glömska
- 2017 – Drömmar
- 2018 – Mörkare
- 2020 – Aska

### Album dal vivo
- 2019 – Live!

### EP
- 2014 – Slowgold
- 2015 – Slowgold II
- 2020 – Jills Veranda Nashville (con Jill Johnson)

### Raccolte
- 2015 – Ett ljus från förr

### Singoli
- 2015 – Brinna långsamt
- 2018 – Mörkare
- 2018 – Mycket bättre
- 2019 – Rosor
- 2019 – Väntar
- 2020 – Nåt
- 2020 – En dag till